# Kadina Glavica
Kadina Glavica – wieś w Chorwacji, w żupanii szybenicko-knińskiej, w mieście Drniš. W 2011 roku liczyła 215 mieszkańców.